# Taro Gadelius
Knut Edvard Taro Gadelius, född 27 augusti 1913 i Tokyo i Japan, död 30 juli 1995 i Japan, var en svensk-japansk företagsledare.

## Biografi
Taro Gadelius var son till direktören Knut Gadelius och Gabriella Fahlcrantz. Han tog examen vid Tekniska gymnasiet i Örebro 1936 och var från 1939 styrelseledamot och anställd i Gadelius AB i Stockholm. Han var VD och styrelseordförande i Gadelius Kabushiki Kaisha (Gadelius K K) i Tokyo 1949–1951, VD i Gadelius AB i Stockholm 1951–1954 och återvände som VD och styrelseordförande i Gadelius K.K. i Tokyo 1954–1967. Han var styrelseordförande i Gadelius K K 1967–1977, styrelseledamot 1977–1982, internrevisor vid Gadelius K K från 1982 samt styrelseordförande i Gadelius AB 1967–1978.
Han gifte sig 1945 med skådespelaren Inga-Bodil Vetterlund (1914–1980), dotter till docenten Fredrik Vetterlund och Helga, ogift Müller. Han är begravd i Gadelius familjegrav på Djursholms begravningsplats.
Taro Gadelius var med och finansierade återuppbyggnaden av Tehuset Zui-Ki-Tei på Etnografiska museet i Stockholm 1990. Till hans minne firas Gadeliusdagen årligen.